# Concerto pour violon no 22 de Viotti
Pour les articles homonymes, voir Concerto pour violon (homonymie).
Le Concerto pour violon et orchestre no 22 G.97 en la mineur est un concerto pour violon de Giovanni Battista Viotti. Il fit l'admiration de Brahms qui écrit dans une lettre à Clara Schumann en 1878 « c'est une merveille d'une remarquable liberté d'invention ». Joué à plusieurs reprises par Joseph Joachim pour Brahms, il fut la seconde source d'inspiration du compositeur – la première étant celui de Beethoven – pour son Concerto pour Violon. Il fut publié en 1939 par le musicologue Alfred Einstein.

## Analyse de l'œuvre
1. Allegro
2. Adagio
3. Finale - Agitato assai